# 眾生藥業
廣東眾生藥業股份有限公司，簡稱廣東眾生藥業股份、廣東眾生藥業，以及眾生藥業（英語：GUANGDONG ZHONGSHENG PHARMACEUTICAL Company Limited，深交所：002317），於1979年由當時東莞市政府設立名為「东莞市石龙制药厂」，以及「广东众生制药厂」。
現時業務於國內經營、研產、生產及銷售涉及药品。現時由张绍日（董事長）為主要股東，而總裁為陈永红。
總部位於广东省东莞市石龙镇西湖工业区信息产业园，招股價為55元人民幣，而發行股份為22,000,000股，而集資額為12.1億元人民幣，股份在2009年12月11日於深圳證券交易所中小板上市。

## 連結
- ZSPCL.com （页面存档备份，存于）